# Macarrón

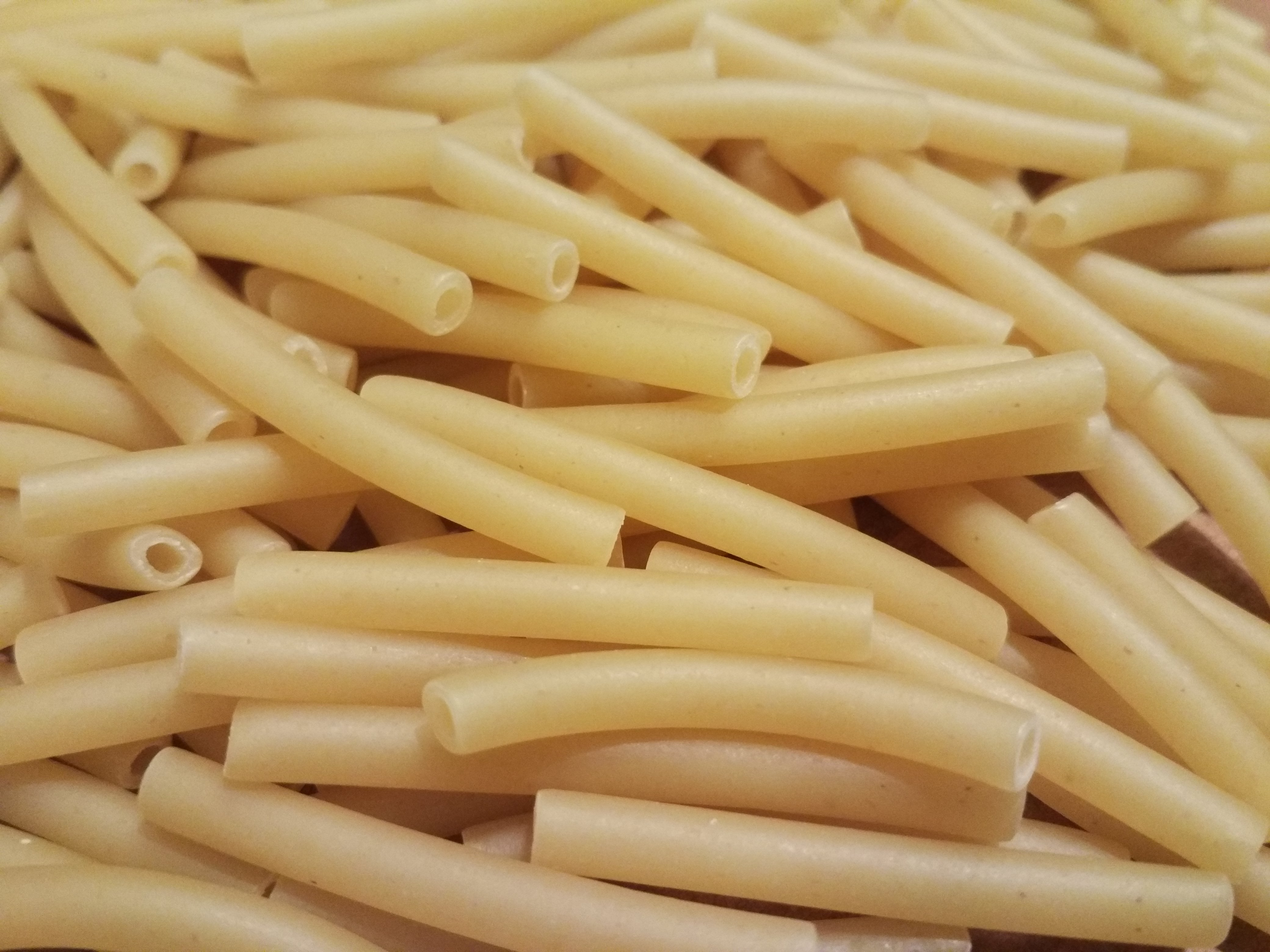
Macarrones crudos.

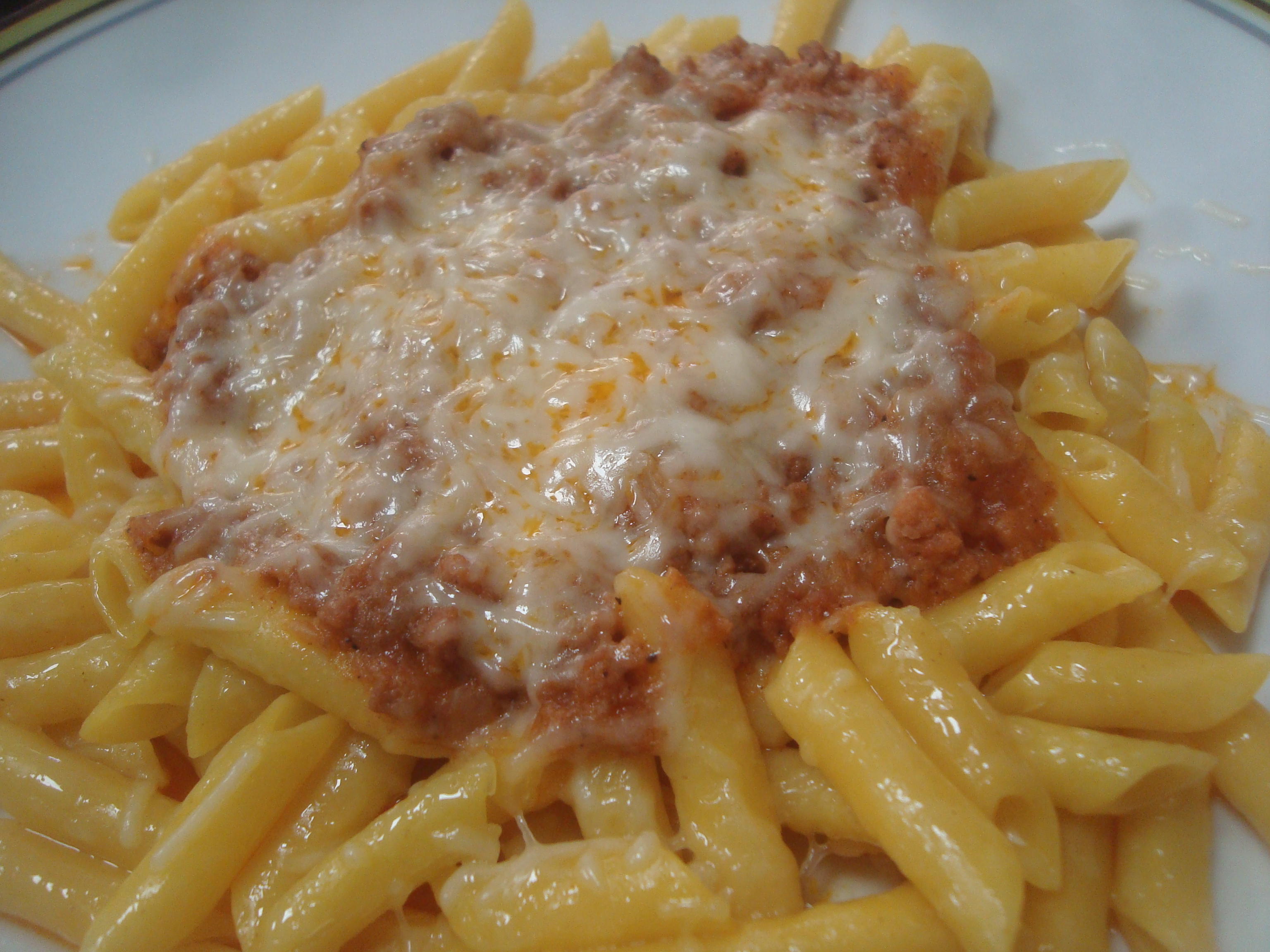
Macarrones a la boloñesa.

El macarrón (en italiano maccheroni) es un tipo de pasta italiana elaborado con agua, harina de trigo y, a veces, huevo, que suele tener forma de canuto alargado, conocidos como plumas. 
Según una leyenda (surgida en Estados Unidos durante los años 1930), los macarrones fueron llevados a Italia por Marco Polo, cuando regresó a Venecia de su viaje a China, en 1292. Esta creencia popular ha sido ampliamente refutada, ya que está documentado que los macarrones, así como las pastas en general, ya se utilizaban en Italia al menos un siglo antes; por ejemplo, el geógrafo, cartógrafo y viajero árabe Muhammad al-Idrisi, que vivió en el Reino de Sicilia durante el siglo XII, en su obra geográfica Kitab Ruyar («El libro de Roger»), ha documentado los macarrones en la isla de Sicilia, y en particular en la ciudad siciliana de Trabia.

## Origen del nombre
El vocablo «macarrón» tiene origen en la palabra italiana maccheroni. La etimología de maccheroni nos lleva al término griego antiguo makaria, que era un plato de cebada y avena. Esta denominación viene de la voz griega makàrios (μακάριος), que significa feliz, beato. Sin embargo, para el Diccionario de la lengua española (RAE), la palabra «macarrón» proviene del italiano dialectal maccarone, y este del griego antiguo μακαρώνεια, canto mortuorio, comida funeraria. Una etimología similar a esta indica que proviene probablemente del griego  μάκαρ bendito, beato, epíteto dado a los muertos; originalmente sería conocido por este nombre un alimento que se consumía en el banquete funerario.

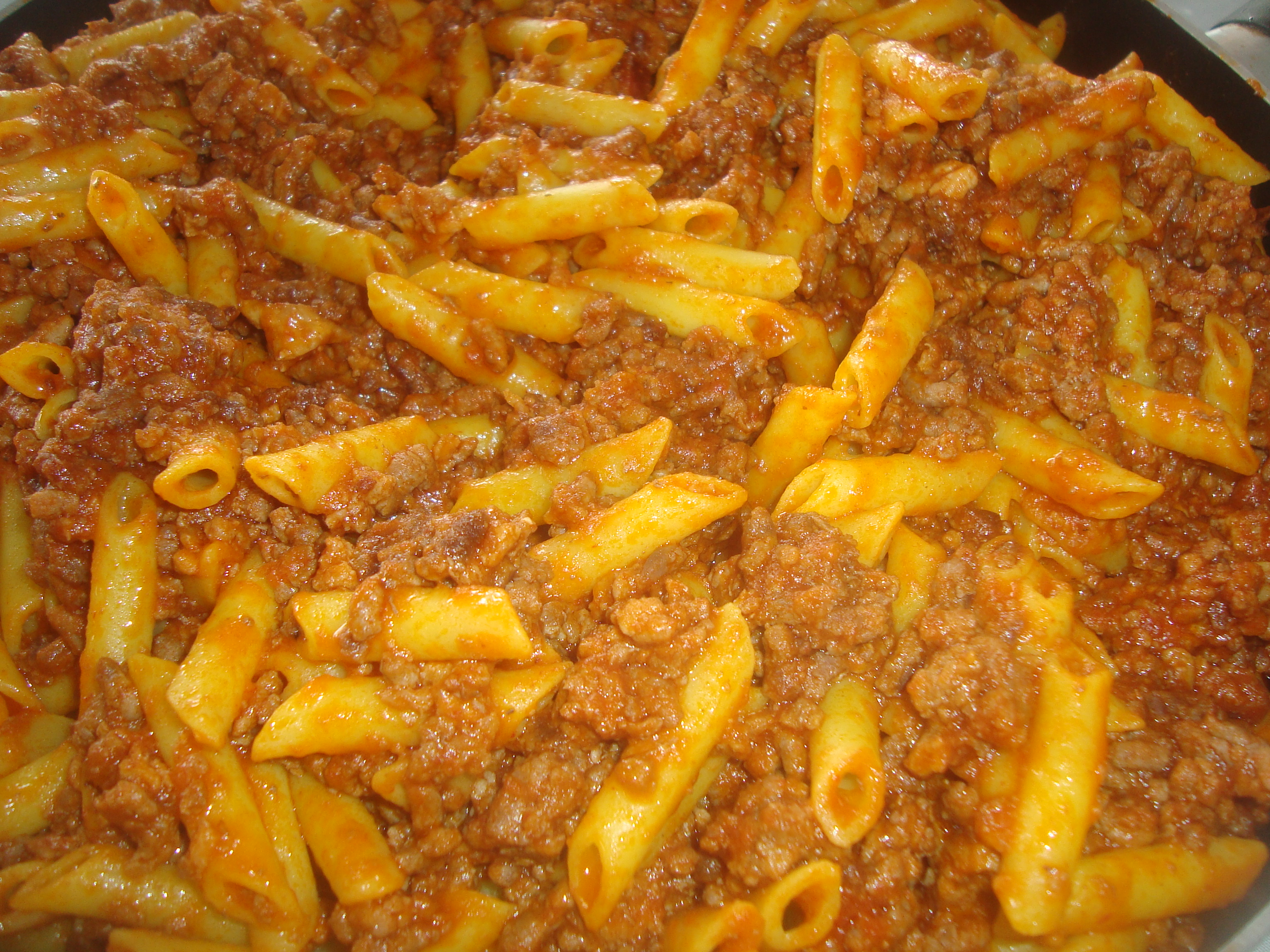
Macarrones con carne y tomate (España).

## Macarrón en otras culturas
Los macarrones fueron un producto traído por los italianos, y hasta mediados del siglo XIX fue un tipo de pasta típico de la cocina del llamado Mezzogiorno de Italia; desde esa época, y debido a la gran emigración, los macarrones se han difundido en toda Italia y otras partes del mundo. En la gastronomía española los macarrones comienzan a aparecer a principios del siglo XX. En el año 1933 aparece la primera referencia a los  macarrones con chorizo en el periódico El avisador Numantino de la ciudad de Soria, receta que se extendió en los comedores militares y de posguérra popularizadose entre la población  desde mediados del siglo pasado por su sencillez y el precio de sus ingredientes. Además los macarrones se han extendido por todo el mundo y también diversos tipos de pastas italianas parecidas a estos últimos, como por ejemplo canelones, penne, rigatoni, ziti, tortiglioni, etc. Son uno de los alimentos más populares de la gastronomía italiana y es común encontrarlos en toda Europa y en buena parte del mundo.